# Embalse de Vallat
El embalse de Vallat se sitúa en el municipio de Cirat en la provincia de Castellón, España. La finalización de las obras datan del 1 de enero de 1966.
El embalse de Vallat provee a la central junto a dos embalses más (Cirat y Ribesalbes). Se construyó para la producción de energía hidroeléctrica en el cauce del río Mijares. El embalse de Vallat esta regulado por la presa de Vallat. Esta presa pertenece a la Confederación Hidrográfica del Júcar.
| Superficie de la cuenca hidrográfica (km2): | 1.777 km2          |
| Aportación media anual (hm3):               | 226 hm3            |
| Caudal punta avenida de proyecto (m3/s):    | 1.588 m3/s         |
| Cota coronación (m):                        | 358 m              |
| Altura desde cimientos (m):                 | 23m                |
| Longitud de coronación (m):                 | 199m               |
| Cota cimentación (m):                       | 337m               |
| Cota del cauce en la presa (m):             | 346m               |
| Volumen del cuerpo presa (1000 m3):         | 25,00 1000 m3      |
| Superficie del embalse a NMN (ha):          | 6 ha               |
| Capacidad a NMN (m):                        | 1 hm3              |
| Cota del NMN (m):                           | 356 m              |
| Número total de aliviaderos en la presa:    | 1                  |
| Regulación aliviaderos:                     | Compuerta segmento |
| Capacidad aliviaderos (m3/s):               | 1.685 m3/s         |

Por el cauce del río se encuentra la Central Hidroeléctrica de Criat esta estructura tiene una pieza fundamental para la conservación de la fauna debido a su construcción adaptada al medio para no agredir el valioso paisaje que le rodea.

## Estructura
En el primer bloque, se encuentran las dos compuertas de aliviadero por donde pasa el agua hasta el bloque de base rectangular donde se sitúan los alternadores.
El segundo bloque, se abren por medio de un pórtico a menor altura donde albergan los grupos de control.
Todo esto se comunica a través del sótano donde se sitúales las turbinas, la cual se encarga de transformar la energía cinética del aguan en energía mecánica.
Una vez filtrada por las turbinas para por las tuberías hasta ser retornada al embalse de Ribadalbes

## Cambio climático
El riesgo en el segundo tramo del río Mijares  entre el embalse de Árenos y Ribasalbes se presentan 4 embalses que sufren un riesgo muy alto de observar el impacto del cambio climático a corto plazo. Esto se explica ya que la calidad de la vegetación es cada vez más pobre en comparación a otras zonas del río. Esta se basa en matorrales y algunos árboles dispersos.
Las medidas de adaptación consisten en la restauración de la ribera. Debido a que en este tramo bajó la calidad del agua por diversos vertidos.

## Producción de energía
Los resultados económicos de producción de energía en la central hidroeléctrica de Cirat
| Escenarios según el caudal | Ganancias      | Pérdidas     | Reducción de ingresos |
| 0 m3/s                     | 2.010.164,06 € | - €          | 0,00%                 |
| 0,4 m3/s                   | 1.998.638,59 € | 11.525,45 €  | 0,57%                 |
| 1 m3/s                     | 1.964.151,39 € | 46.012,65 €  | 2,29%                 |
| 2 m3/s                     | 1.932.043,35 € | 78.120,69 €  | 3,8%                  |
| 3 m3/s                     | 1.905.272,36 € | 104.891,67 € | 5,22%                 |
| 4 m3/s                     | 1.781.627,62 € | 228.536,42 € | 11,3%                 |

## Reserva Natural Fluvial
El río Mijares es un ejemplo de los ríos de montaña mediterránea. El agua corre formando estrechos arroyos con saltos, cascadas... En el curso del río va haciéndose grande creando diversos canales con un recorrido independiente. Algunos tramos son altos en vegetación. los diversos usos que se les da son; agrícolas, forestales, infraestructuras hidráulicas, barreras transversales...